# Timarete

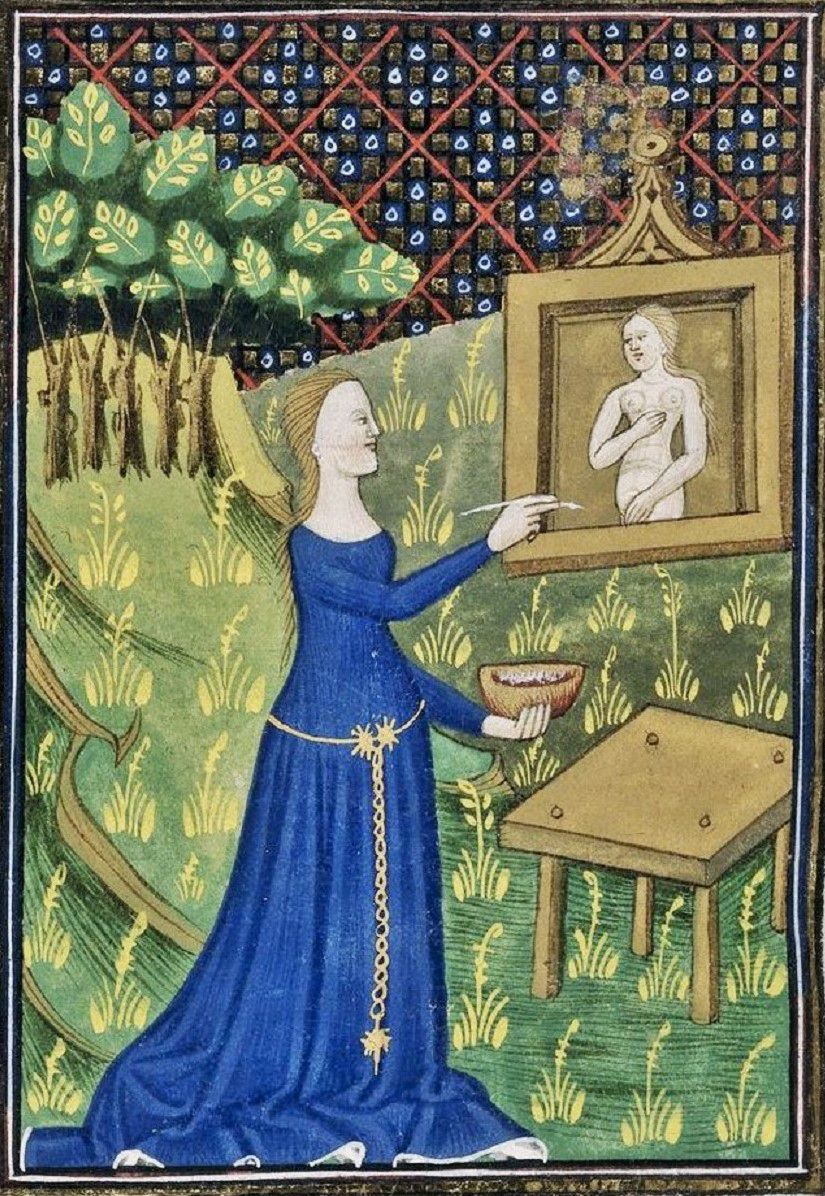
Detalle de una miniatura en la que se representa a Timarete pintando a Diana (1400-1425). La original se conserva en la British Library.

Timarete (o Thamyris, o Tamaris; siglo V a. C.), fue una pintora griega. Considerada como la primera pintora registrada en la historia, es una de las seis mujeres artistas de la antigüedad mencionadas por Plinio en el siglo I d. C.

## Biografía
Puede ser que naciera en Atenas, centro de la cultura griega. Era hija del pintor y escultor Micon el Joven de Atenas.
Según el científico y militar Plinio el Viejo, ella "despreció los deberes de las mujeres y practicó el arte de su padre". En tiempo de Arquelao I de Macedonia fue conocida por pintar un panel de la diosa Diana en Éfeso.
Se considera que pintaba con cera y con témpera, y que llevaba a cabo retratos y bodegones en paneles de madera.
Es una de las seis mujeres artistas de la Antigüedad nombradas en la obra de Plinio Historia Natural, publicada en el año 77.